# Грузино-кирибатийские отношения
Грузино-кирибатские отношения — двусторонние дипломатические отношения между Грузией и Кирибати.

## Отношения
Грузия и Кирибати установили двусторонние отношения 28 сентября 2012 года в то время, когда Грузия стремилась к более тесным отношениям с государствами Тихого океана, чтобы противостоять присутствию России в регионе. Установление двусторонних отношений произошло примерно через год после визита премьер-министра Грузии Ника Гилаури в Новую Зеландию, где, по словам Москвы, он потребовал от правительства Веллингтона надавить на Кирибати с целью встать на сторону Грузии в российско-грузинской войне.
Хотя связи стран были ограниченными, президент Кирибати Аноте Тонг встретился с министром иностранных дел Грузии Майей Панджикидзе в сентябре 2013 года в кулуарах Генеральной Ассамблеи ООН.
С тех пор Кирибати является стойким сторонником территориальной целостности Грузии, несмотря на попытки России лоббировать такие государства Тихого океана, как Науру, Тувалу и Вануату, с целью признания независимости Абхазии и Южной Осетии. В 2018 году Кирибати была одной из стран, проголосовавших за принятые Грузией резолюции ООН, призывающие к возвращению внутренне перемещённых лиц из Абхазии и Южной Осетии.

## Дипломатическая миссия
Грузия представлена в Кирибати через свое посольство в Канберре, Австралия. Нынешним послом является Георгий Долидзе, должность занимает с 2017 года.

## Соглашение
Правительства Грузии и Кирибати подписали одно двустороннее соглашение.
- Меморандум о взаимопонимании и сотрудничестве между Министерством иностранных дел Грузии и Министерством иностранных дел Республики Кирибати (сентябрь 2013 г.)

## Визовый режим
Граждане Кирибати и Грузии не пользуются безвизовым режимом. Для обоих требуется туристическая виза при въезде, которая может действовать до 30 дней.